# Complexe de foot en salle
Un complexe de foot en salle est une structure proposant la location de terrains de football d'intérieur. Ce sont des formats permettant le jeu à 2 contre 2 (jorkyball), à 3 contre 3, 4 contre 4 ou 5 contre 5. Ces structures se développent de plus en plus depuis une dizaine d'années partout en France. 
On en trouve désormais dans presque toutes les grandes villes. Elles proposent la location de terrains, l'organisation de tournois et de championnats.